# R. G. Armstrong
Robert Golden Armstrong Jr. (n. 7 aprilie 1917, Birmingham, Alabama, SUA – d. 27 iulie 2012, Studio City⁠(d), California, SUA) a fost un actor și dramaturg american. A apărut în zeci de westernuri în timpul carierei sale de 40 de ani, el este poate cel mai bine notabil pentru munca sa alături de regizorul Sam Peckinpah.

## Filmografie

### Film
- Garden of Eden (1954) - J. Randolph Latimore
- Baby Doll (1956) - Townsman Sid (voce, nemenționat)
- A Face in the Crowd (1957) - TV Prompter Operator (nemenționat)
- From Hell to Texas (1958) - Hunter Boyd
- Never Love a Stranger (1958) - Flix
- No Name on the Bullet (1959) - Asa Canfield
- The Fugitive Kind (1960) - Sheriff Jordan Talbott
- Ten Who Dared (1960) - Oramel Howland
- Ride the High Country (1962) - Joshua Knudsen
- He Rides Tall (1964) - Joshua 'Josh' McCloud
- Major Dundee (1965) - Reverend Dahlstrom
- El Dorado (1967) - Kevin MacDonald
- 80 Steps to Jonah (1969) - Mackray
- Tiger by the Tail (1970) - Ben Holmes
- The Ballad of Cable Hogue (1970) - Quittner
- Angels Die Hard (1970) - Mel
- The McMasters (1970) - Watson
- 1970 Marea speranță albă (The Great White Hope) - Cap'n Dan
- J. W. Coop (1971) - Jim Sawyer
- Justin Morgan Had a Horse (1972) - Squire Fisk
- The Final Comedown (1972) - Mr. Freeman
- The Great Northfield Minnesota Raid (1972) - Clell Miller
- The Legend of Hillbilly John (1972) - Bristowe
- Gentle Savage (1973) - Rupert Beeker - Owner of 'Beeker's Bar'
- Pat Garrett and Billy the Kid (1973) - Ollinger
- White Lightning (1973) - Big Bear
- Running Wild (1973) - Bull
- My Name is Nobody (1973) - Honest John
- Cotter (1973)
- Boss Nigger (1975) - Mayor Griffin
- Race with the Devil (1975) - Sheriff Taylor
- White Line Fever (1975) - Prosecutor
- Mean Johnny Barrows (1976) - Richard
- Stay Hungry (1976) - Thor Erickson
- Dixie Dynamite (1976) - Charlie White - Bank President
- Mr. Billion (1977) - Sheriff T.C. Bishop
- The Car (1977) - Amos
- The Pack (1977) - Cobb
- Texas Detour (1978) - Sheriff Burt
- Heaven Can Wait (1978) - General Manager
- Devil Dog: The Hound of Hell (1978) - Dunworth
- The Time Machine (1978) - Gen. Harris
- Good Luck, Miss Wyckoff (1979) - Mr. Hemmings
- Fast Charlie... the Moonbeam Rider (1979) - Al Barber
- Steel (1979) - Kellin
- Where the Buffalo Roam (1980) - Judge Simpson
- Evilspeak (1981) - Sarge
- Raggedy Man (1981) - Rigby
- The Pursuit of D.B. Cooper (1981) - Dempsey
- Reds (1981) - Government Agent
- The Beast Within (1982) - Doc Schoonmaker
- Hammett (1982) - Lt. O'Mara
- The Shadow Riders (1982) - Sheriff Miles Gillette
- Lone Wolf McQuade (1983) - T. Tyler
- Children of the Corn (1984) - Diehl
- The Best of Times (1986) - Schutte
- Red Headed Stranger (1986) - Sheriff Reese Scoby - Driscoll, Montana
- Jocks (1987) - Coach Bettlebom
- Predator (1987) - Gen. Phillips
- Bulletproof (1988) - Miles Blackburn
- Ghetto Blaster (1989) - Curtis
- Trapper County War (1989) - Pop Luddigger
- Dick Tracy (1990) - Pruneface
- Warlock: The Armageddon (1993) - Franks
- Dead Center (1993) - Art Fencer
- Payback (1995) - Mac
- Invasion of Privacy (1996) - Sam Logan - Storekeeper
- Purgatory (1999) - Coachman
- The Waking (2001) - Edward Sloan (ultimul rol de film)

### Televiziune
| An        | Titlu      | Rol                | Note                                                |
| --------- | ---------- | ------------------ | --------------------------------------------------- |
| 1962      | Rawhide    | Gantry Hobson      | Sezonul 5, Episodul 6, "Incident of the Lost Woman" |
| 1966-1967 | T.H.E. Cat | Captain McAllister | Rol principal                                       |